# Mount Kimball (Alaska)
Der Mount Kimball ist ein Berg im Osten der Alaskakette in Alaska (USA).
Der Mount Kimball befindet sich 50 km ostnordöstlich der Ortschaft Paxson. Der Mount Kimball bildet die höchste Erhebung der Delta Range, einem Teilgebirge der Alaskakette. Er gehört zu den 20 Bergen mit den größten Schartenhöhen in Alaska. Im Westen wird die Delta Range vom Isabel Pass (Richardson Highway), im Osten vom Mentasta Pass (Glenn Highway) begrenzt. Die Nordwest- und Nordostflanken des Berges werden vom West-Fork-Robertson-Gletscher und Robertson-Gletscher entwässert. Unterhalb der Südflanke liegt das Nährgebiet des Chistochina-Gletschers.
Der Berg wurde am 13. Juni 1969 von Tom Kensler, Mike Sallee, Dan Osborne und Grace Hoeman erstbestiegen.